# VDSL2

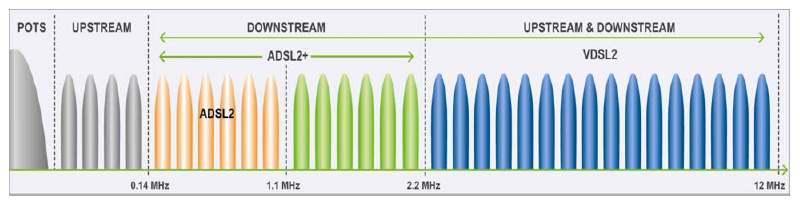
Porównanie VDSL2 z ADSL2

VDSL2 (Very High Speed Digital Subscriber Line 2) jest technologią umożliwiającą transmisję danych za pomocą pary przewodów miedzianych. VDSL2 jest najnowszym i najbardziej zaawansowanym standardem transmisji szerokopasmowej typu DSL. Stworzony został głównie z myślą o świadczeniu usługi Triple play (możliwość jednoczesnego korzystania z Internetu, telewizji wysokiej rozdzielczości i telefonu na jednej linii abonenckiej). VDSL2 umożliwia operatorom stopniowe i elastyczne udoskonalanie obecnej infrastruktury xDSL.
Technologia VDSL2 została opisana w zaleceniu ITU-T G.993.2.
Zalecenie ITU-T G.993.2 (VDSL2) jest ulepszeniem w stosunku do G.993.1 (VDSL) i umożliwia transmisję asymetryczną i symetryczną, dwukierunkową (dupleks) z prędkością do 200 Mb/s parą przewodów miedzianych przy użyciu pasma do 30 MHz.
Na odcinku do 300 m VDSL2 pozwala na dwukierunkową transmisję z prędkością 200 Mb/s i jest to lepszy wynik niż w VDSL. Dalej obserwujemy gwałtowny spadek prędkości, do 100 Mb/s po 0,5 km oraz do 50 Mb/s po 1km i jest ona zbliżona do VDSL. Po tym odcinku prędkość już nie spada gwałtownie, na długości od 1 do 1,5 km jest większa od VDSL i ADSL2+. Powyżej 1,5 km jest na podobnym poziomie co ADSL2+. 
Jedną z kluczowych zalet VDSL2 jest możliwość transmisji na podobne odległości jak w ADSL2+. Systemy pracujące w technologii LR-VDSL2 (Long Range) umożliwiają uzyskanie prędkości na poziomie 1-4 Mb/s (pobieranie) na dystansie 4-5 km.

## Podział pasma
VDSL2 wykorzystuje multipleksację z podziałem częstotliwości do oddzielenia transmisji od abonenta (wysyłanie) i do abonenta (pobieranie). W zaleceniu G.993.2 zdefiniowano trzy plany podziału pasma, osobno dla Regionu A (Ameryka Północna), B (Europa) i C (Japonia). Do częstotliwości 12 MHz, która jest częstotliwością graniczną w przypadku Regionu A i B, występują trzy pasma do wysyłania US0, US1, US2 oraz dwa do odbierania DS1, DS2. W Regionie C częstotliwość graniczną zwiększono do 30 MHz, gdyż występują jeszcze dodatkowe pasma „w górę” i „w dół” powyżej 12 MHz.

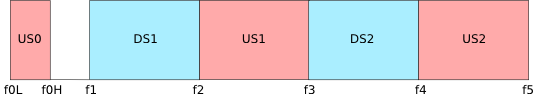
Zakres sygnału dla Regionu A oraz B (f_{0H}=f_{1})

### Plan A
Jeśli US0 występuje to f0L może wynosić od 4 kHz do 25 kHz, w zależności czy na linii abonenckiej jest POTS, a f0H może wynosić od 138 kHz do 276 kHz. 
| f0L    | f0H       | f1          | f2   | f3   | f4   | f5    |
| ------ | --------- | ----------- | ---- | ---- | ---- | ----- |
| 4 - 25 | 138 - 276 | 138 lub 276 | 3750 | 5200 | 8500 | 12000 |

### Plan B
Plan B podzielono na dwie wersje 997 i 998 oraz każdą z nich na różne warianty, aby się dostosować do występujących usług POTS oraz ISDN. 
US0 nie występuje w ostatnim wariancie planu 998.
|     | f0L | f0H=f1 | f2   | f3   | f4   | f5    |
| --- | --- | ------ | ---- | ---- | ---- | ----- |
| 997 | 25  | 138    | 3000 | 5100 | 7050 | 12000 |
| 997 | 25  | 276    | 3000 | 5100 | 7050 | 12000 |
| 998 | 25  | 138    | 3750 | 5200 | 8500 | 12000 |
| 998 | 25  | 276    | 3750 | 5200 | 8500 | 12000 |
| 998 | 120 | 276    | 3750 | 5200 | 8500 | 12000 |
| 998 | 138 |        | 3750 | 5200 | 8500 | 12000 |

## Profile
W standardzie VDSL2 zdefiniowano 9 profili, które stosuje się w zależności od rodzaju występującej w sieci architektury FTTX. Każdy modem VDSL2 powinien być zgodny przynajmniej z jednym profilem.
| Profil | Szerokość pasma (MHz) | Liczba kanałów | Szerokość kanału (kHz) | Moc (dBm) | Max. przepustowość (Mb/s, symetrycznie) |
| ------ | --------------------- | -------------- | ---------------------- | --------- | --------------------------------------- |
| 8a     | 8,832                 | 2048           | 4,3125                 | +17,5     | 50                                      |
| 8b     | 8,832                 | 2048           | 4,3125                 | +20,5     | 50                                      |
| 8c     | 8,5                   | 1972           | 4,3125                 | +11,5     | 50                                      |
| 8d     | 8,832                 | 2048           | 4,3125                 | +14,5     | 50                                      |
| 12a    | 12                    | 2783           | 4,3125                 | +14,5     | 68                                      |
| 12b    | 12                    | 2783           | 4,3125                 | +14,5     | 68                                      |
| 17a    | 17,664                | 4096           | 4,3125                 | +14,5     | 100                                     |
| 30a    | 30                    | 3479           | 8,625                  | +14,5     | 200                                     |
| 35b    | 35,328                | 8192           | 4,3125                 | +17,0     | 300                                     |